# 퇴행성 질환
퇴행성 질환(退行性疾患, 영어: degenerative disease)은 퇴행성 세포 변화에 기반한 지속적인 과정의 결과로, 조직이나 기관에 영향을 미치며 시간이 지남에 따라 점점 더 악화된다.
신경퇴행성 질환에서는 중추신경계 세포가 신경퇴행을 통해 작동을 멈추거나 죽는다. 신경퇴행성 질환의 대표적인 예는 알츠하이머병이다. 퇴행성 질환의 다른 두 가지 일반적인 부류는 순환계에 영향을 미치는 질환(예: 관상동맥 질환)과 종양성 질환(예: 암)이다.
많은 퇴행성 질환이 존재하며 일부는 노화와 관련이 있다. 정상적인 신체 사용이나 생활 습관(예: 운동, 식습관)이 퇴행성 질환을 악화시킬 수 있지만 이는 질병에 따라 다르다. 때때로 이러한 질병의 주된 또는 부분적인 원인은 유전적 요인이다. 따라서 일부는 헌팅턴병과 같이 분명히 유전적이다. 때로는 원인이 바이러스, 독극물 또는 기타 화학 물질인 경우도 있다. 원인을 알 수 없는 경우도 있다.
일부 퇴행성 질환은 치료될 수 있다. 그렇지 않은 경우에는 증상을 완화시키는 것이 가능할 수도 있다.

## 예
- 알츠하이머병 (AD)[5]
- 근위축성 측삭경화증[5] (ALS, 루게릭병)
- 암[1]
- 샤르코 마리 투스 질환 (CMT)[6]
- 만성 외상성 뇌병증[7]
- 낭포성 섬유증[8]
- 일부 사이토크롬 c 산화효소 결핍증 (종종 퇴행성 리 증후군의 원인)[9]
- 엘리스-단로스 증후군[10]
- 진행성 골화성 섬유이형성증
- 프리드라이히 운동실조증[11]
- 전두측두엽치매 (FTD)[12]
- 일부 심혈관계 질환 (예: 관상동맥 질환, 대동맥 협착증, 선천적 결함 등과 같은 죽상경화성 질환)[13]
- 헌팅턴병[4]
- 영아 신경축삭 이영양증[14]
- 원추각막 (KC)[15]
- 구형각막[16]
- 백질이영양증[17]
- 황반변성 (AMD)[18]
- 마르판 증후군 (MFS)[19]
- 일부 미토콘드리아 근육병증[20]
- 미토콘드리아 DNA 고갈 증후군[21]
- 뮐러-바이스 증후군[22]
- 다발성 경화증 (MS)[23]
- 다계통 위축증[24]
- 근이영양증 (MD)[25]
- 신경원성 세로이드 리포푸신증[26]
- 니만픽병s[27]
- 뼈관절염[28]
- 골다공증[28]
- 파킨슨병[5]
- 폐고혈압[29]
- 모든 프라이온 질환 (크로이츠펠트-야콥병, 치사성 불면증 등)[5]
- 진행성핵상성 마비[30]
- 망막색소변성증 (RP)[31]
- 류마티스 관절염[32]
- 샌드호프병[33]
- 척수성 근위축증 (SMA, 운동뉴런 질환)[34]
- 아급성 경화 범뇌염[35]
- 약물 사용 장애[36]
- 테이-삭스병[33]
- 혈관성 치매 (그 자체로는 신경퇴행성 치매가 아닐 수 있지만 종종 다른 형태의 퇴행성 치매와 함께 나타난다.)[37]

## 같이 보기
- 수명 연장
- 생물학적 노화
- 진행성 질환
- 유전 질환 목록